# 피부색 무시
피부색 무시 ( color blindness )는 사회학에서 사용되는 용어로 인종적 구분이 개인의 기회에 영향을 주지 않도록 해야 한다는 이론이다.  그러한 사회는 인종이나 피부색깔과 상관없이 법적으로나 사회적으로 차별을 두지 않는다.  피부색 무시를 적용하는 사회는 인종적 평등을 위해 어떤 형태의 차별을 반대하는 인종 중립적인 정부정책을 갖고 있다.  이것은 인권운동과 국제적인 반차별운동에서 가장 이상적인 형태로 보아 왔다.
1964년 민권법에서는 모든 사람은 인종과 피부색깔, 종교, 성별, 국가에 따라 평등하다고 나와 있다.  마틴 루터 킹 주니어는 그의 꿈은 모든 사람이 그들의 피부색에 따라 판단되지 않고 그들의 인격에 따라 판단되기를 바라는 세상이 오기를 바라는 것이었다.

## 같이 보기
- 능력주의